# Campo Torreón
Campo Torreón är en ort i Mexiko.   Den ligger i kommunen Sinaloa och delstaten Sinaloa, i den västra delen av landet, 1 200 km nordväst om huvudstaden Mexico City. Campo Torreón ligger 44 meter över havet och antalet invånare är 177.
Terrängen runt Campo Torreón är platt, och sluttar söderut. Runt Campo Torreón är det ganska tätbefolkat, med 100 invånare per kvadratkilometer. Närmaste större samhälle är Leyva Solano, 15,5 km sydväst om Campo Torreón. Trakten runt Campo Torreón består till största delen av jordbruksmark.